# Wereldkampioenschappen alpineskiën 1989
De Wereldkampioenschappen alpineskiën 1989 werden van 29 januari tot en met 12 februari 1989 gehouden in Vail in Colorado, Verenigde Staten. Er stonden tien onderdelen op het programma, vijf voor mannen en vijf voor vrouwen.

## Wedstrijdschema
| Datum       | Mannen                       | Vrouwen                      |
| ----------- | ---------------------------- | ---------------------------- |
| 29 januari  |                              | Alpine Combinatie (afdaling) |
| 30 januari  | Alpine Combinatie (afdaling) |                              |
| 02 februari |                              | Alpine Combinatie (slalom)   |
| 03 februari | Alpine Combinatie (slalom)   |                              |
| 05 februari |                              | Afdaling                     |
| 06 februari | Afdaling                     |                              |
| 07 februari |                              | Slalom                       |
| 08 februari | Super G                      | Super G                      |
| 09 februari | Reuzenslalom                 |                              |
| 11 februari |                              | Reuzenslalom                 |
| 12 februari | Slalom                       |                              |

## Medailles

### Mannen
| Onderdeel    | Goud                        | Goud    | Zilver                        | Zilver  | Brons                         | Brons   |
| ------------ | --------------------------- | ------- | ----------------------------- | ------- | ----------------------------- | ------- |
| Combinatie   | Marc Girardelli Luxemburg   | 4.72    | Paul Accola Zwitserland       | 16.26   | Günther Mader Oostenrijk      | 31.49   |
| Afdaling     | Hansjörg Tauscher Duitsland | 2.10,39 | Peter Müller Zwitserland      | 2.10,58 | Karl Alpiger Zwitserland      | 2.10,67 |
| Reuzenslalom | Rudolf Nierlich Oostenrijk  | 2.37,66 | Helmut Mayer Oostenrijk       | 2.39,28 | Pirmin Zurbriggen Zwitserland | 2.39,38 |
| Slalom       | Rudolf Nierlich Oostenrijk  | 2.02,85 | Armin Bittner Duitsland       | 2.03,29 | Marc Girardelli Luxemburg     | 2.03,65 |
| Super G      | Martin Hangl Zwitserland    | 1.38,81 | Pirmin Zurbriggen Zwitserland | 1.39,09 | Tomaž Čižman Joegoslavië      | 1.39,18 |

### Vrouwen
| Onderdeel    | Goud                             | Goud    | Zilver                      | Zilver  | Brons                            | Brons   |
| ------------ | -------------------------------- | ------- | --------------------------- | ------- | -------------------------------- | ------- |
| Combinatie   | Tamara McKinney Verenigde Staten | 5.65    | Vreni Schneider Zwitserland | 26.63   | Brigitte Oertli Zwitserland      | 32.88   |
| Afdaling     | Maria Walliser Zwitserland       | 1.46,50 | Karen Percyl Canada         | 1.48,00 | Karin Dedler Duitsland           | 1.48,01 |
| Reuzenslalom | Vreni Schneider Zwitserland      | 2.29,37 | Carole Merle Frankrijk      | 2.30,50 | Mateja Svet Joegoslavië          | 2.31,92 |
| Slalom       | Mateja Svet Joegoslavië          | 1.30,88 | Vreni Schneider Zwitserland | 1.31,49 | Tamara McKinney Verenigde Staten | 1.31,56 |
| Super G      | Ulrike Maier Oostenrijk          | 1.19,46 | Sigrid Wolf Oostenrijk      | 1.19,49 | Michaela Gerg-Leitner Duitsland  | 1.19,50 |

### Medailleklassement
| Plaats | Land             | Goud | Zilver | Brons | Totaal |
| 1      | Zwitserland      | 3    | 5      | 3     | 11     |
| 2      | Oostenrijk       | 3    | 2      | 1     | 6      |
| 3      | Duitsland        | 1    | 1      | 2     | 4      |
| 4      | Joegoslavië      | 1    | 0      | 2     | 3      |
| 5      | Luxemburg        | 1    | 0      | 1     | 2      |
| 5      | Verenigde Staten | 1    | 0      | 1     | 2      |
| 7      | Canada           | 0    | 1      | 0     | 1      |
| 7      | Frankrijk        | 0    | 1      | 0     | 1      |
| Totaal | Totaal           | 10   | 10     | 10    | 30     |